# Snelsonnet
Een snelsonnet (oorspronkelijk genaamd: speedsonnet, tegenwoordig ook wel sonnettette genoemd) is een betrekkelijk nieuwe versvorm. De benaming en de criteria waaraan een snelsonnet dient te voldoen, zijn bedacht door Paul Vinken te Amsterdam. De in de eerste jaren van de 21e eeuw snel ontstane en nog steeds groeiende belangstelling voor het schrijven van snelsonetten is evenwel voornamelijk toe te schrijven aan het feit dat Driek van Wissen, die in 2005 verkozen werd tot Dichter des Vaderlands, zich in zijn werk bij uitstek van deze vorm bediende.
Hij schreef sinds 2000 tot aan zijn overlijden in 2010 snelsonnetten over de actualiteit, voor de poëziewebsite Gedichten.nl. De eerste jaren dagelijks, later tweemaal per week. Andere dichters die zich veel van het snelsonnet bedienen, zijn: Aaike Jordans, Coenraedt van Meerenburgh, Rene M. Broeders, Inge Boulonois, Catharina Blaauwendraad, Frank Fabian van Keeren en de Tilburgse columnist, dichter en chroniquer Ko de Laat.

## Criteria
Om een snelsonnet te zijn, dient een gedicht te voldoen aan deze volgende criteria:
- Het bestaat altijd uit een kwatrijn (4 regels), gevolgd door een distichon (2 regels).
- Als metrum dient de vijfvoetige jambe (10 of 11 lettergrepen, afwisselend onbeklemtoond en beklemtoond).
- Het rijm van het kwatrijn is 'omarmend' (rijmschema: A-B-B-A).
- De regels van het distichon rijmen op elkaar (rijmschema: C-C) maar nooit op een van beide reeds in het kwatrijn gebruikte rijmklanken.
- Na de laatste zin van het kwatrijn volgt een chute, zodanig dat het distichon de in het kwatrijn betrokken stelling relativeert.